# Ochrana před úrazem elektrickým proudem
Ochrana před úrazem elektrickým proudem má v maximální míře omezit možnost úrazu nebo smrti zapříčiněného přímo nebo nepřímo elektrickým proudem.
Přítomnost elektrického napětí nezjistíme, dokud s ním nepřijdeme přímo do kontaktu. Zatímco oheň nebo mechanická energie se projevují světlem, kouřem nebo hlukem, před elektrickou energií nás nic nevaruje. Přítomnost elektrického napětí pocítíme až pomocí vyvolaného proudu, a to bývá již často pozdě.

## Související právní předpisy
Aby bylo používání elektrických přístrojů bezpečné, má každý stát zaveden systém norem řešících bezpečné provedení elektrických rozvodů a přístrojů a také ochranu před účinky atmosférické elektřiny (hromosvody). V rámci EU byly základní elektrotechnické předpisy harmonizovány, aby se vyrovnaly rozdíly mezi jednotlivými státy. Základní elektrotechnické normy jsou teoreticky nezávazné, ale pokud dojde v důsledku jejich porušení poškození zdraví nebo ke smrtelnému úrazu, mají prakticky váhu zákonů.
K základním normám řešícím bezpečnost elektrických zařízení patří ČSN EN 61140 ed. 3 – "Ochrana před úrazem elektrickým proudem". Tato norma definuje základní terminologii, na kterou se odvolávají další normy. Její základní myšlenkou je, že "ochrana musí být splněna jak za normálních – bezporuchových podmínek provozu zařízení, tak i za podmínek jedné poruchy".
Základní bezpečnostní normou pro použití elektrických zařízení v běžných domácích rozvodech je ČSN 33 2000-4-41 ed. 3 – "Elektrotechnické předpisy – Elektrická zařízení – Část 4: Bezpečnost – Kapitola 41: Ochrana před úrazem elektrickým proudem". Tato norma je překladem mezinárodního standardu IEC 60364-4-41 (Protection against electric shock) a nahrazuje starší normu ČSN 33 2000-4-4. Některá ochranná opatření z této normy jsou uvedena dále v textu.
Kvalifikační požadavky na osoby obsluhující, provozující, instalující, revidující a projektující elektrická zařízení u nás stanovuje "Nařízení vlády č. 194/2022 Sb." Nařízení vlády o požadavcích na odbornou způsobilost k výkonu činnosti na elektrických zařízeních a na odbornou způsobilost v elektrotechnice.

## Terminologie ochrany

### Druhy ochran
1. Základní – základní izolace, přepážky a kryty, zábrany, ochrana polohou, omezení napětí, omezení ustáleného dotykového proudu
2. Ochrana při poruše – přídavná izolace, ochranné pospojování, ochranné stínění, samočinné odpojení od zdroje, jednoduché oddělení (obvodů), nevodivé okolí
3. Zvýšená ochrana – zesílená izolace, ochranné oddělení obvodů, zdroj omezeného proudu, ochranná impedance
4. Doplňková ochrana – Ochranné opatření doplňkové k základní ochraně a/nebo k ochraně při poruše

Úraz elektrickým proudem může být způsoben proudem protékajícím postiženým tělem nebo důsledek jiných nežádoucích účinků elektrického proudu, elektrického nebo elektromagnetického pole. Na velikost nebezpečí a následky úrazu má i přímý vliv vnějších vlivů, které je základem pro rozdělení prostředí.

### Druhy prostředí
1. Normální – obyčejné; studené; prašné (je-li prach nevodivý a nehořlavý). Svým charakterem zabraňuje vzniku úrazu el. proudem.
2. Nebezpečné – horké, vlhké (i přechodně), prašné (je-li prach vodivý a nehořlavý se zvýšenou korozní agresivitou), s otřesy, venkovní, prostory s mechanickým	poškozením, s vodivým okolím. Jsou to takové prostory, kde působením vnějších vlivů je buď přechodné, nebo stálé nebezpečí úrazu el. proudem.
3. Zvlášť nebezpečné – mokré, s extrémní korozní agresivitou, prostory, kde se nebezpečí úrazu mimořádně zvyšuje nepříznivými poměry (voda, kotle a kovové nádrže, těsné prostory s kovovými hmotami, zdravotnická zařízení nebo zvláštní předpisy určité způsoby ochrany. Působením zvláštních okolností a vnějších vlivů se nebezpečí úrazu el. proudem ještě zvyšuje.

### Dotykové části
U elektrických zařízení také rozlišujeme tzv. Dotykové části:
1. Živá část – živá část zařízení je část zařízení určená k vedení proudu, nebo je s takovou části vodivě spojena. Živé části jsou všechny vodiče vedoucí síťové napětí, kontakty, svorky, pojistkové a žárovkové objímky, apod.
2. Přístupná část – je vodivá část zařízení, které se můžeme při běžném provozu dotknout a která v sobě neskrývá nebezpečí úrazu el. proudem, protože na ní není nebezpečné napětí a je od živých částí oddělena izolací. Při poruše nebo vodivém překlenutí této izolace se však na těchto částech může objevit nebezpečné napětí. Například elektronické obvody oddělené od sítě oddělovacími transformátory, kovové kostry a kryty přístrojů, napájecí zdroje, kovové páčky a knoflíky, hřídele ovládacích prvků apod.
3. Kryt – neživá část zařízení je část zařízení, která není určena k vedení proudu a normálně nemá napětí. Tyto části mohou dostat napětí při nahodilé poruše.

### Bezpečné malé napětí
Dovolené bezpečné malé napětí (dotykové) živých a neživých částí u zařízení do 1000 V s ohledem na členění prostorů.
Dotykové napětí je část napětí uzemňovací soustavy proti zemi, kterou člověk může překlenout při dotyku přičemž se uvažuje od ruky k nohám (vodorovně 1 m).
| Prostředí             | Při dotyku částí | Bezpečná malá napětí živých částí (V) střídavá ~ | Bezpečné malé napětí živých částí (V) stejnosměrné — |
| --------------------- | ---------------- | ------------------------------------------------ | ---------------------------------------------------- |
| Normální i nebezpečné | Živých           | 25                                               | 60                                                   |
| Normální i nebezpečné | Neživých         | 50                                               | 120                                                  |
| Zvlášť nebezpečné     | Živých           | --                                               | --                                                   |
| Zvlášť nebezpečné     | Neživých         | 12                                               | 25                                                   |

### Třídy ochran elektrických zařízení a elektronických zařízení
Třída ochrany vyjadřuje jak je elektrické bezpečnosti, z hlediska ochrany před dotykem neživých částí, dosaženo a označuje se číslicemi 0 – III.
1. Zařízení třídy 0 – elektrické zařízení má pouze základní izolaci, nemá ochranný vodič,nemá prostředky pro připojení ochranného vodiče na neživé části. Zajištění bezpečnosti elektrických zařízení a elektronických zařízení jednotlivých tříd je provedeno okolím. U zařízení třídy 0 je ochrana před úrazem elektrickým proudem pro běžného uživatele nedostatečná. Z toho důvodu nejsou zařízení třídy 0 určena pro běžné použití a v ČR se nesmí volně prodávat. Ve třídě 0 se konstruují části elektráren, rozvoden apod., kam má přístup pouze kvalifikovaný personál.
2. Zařízení třídy I – elektrické zařízení má pouze základní izolaci, má ochranný vodič a má prostředky na připojení ochranného vodiče sítě. Ochrana je zajištěna spojením s ochranným vodičem napájecí sítě, to je soustavou ochranných vodičů a zemničů přívodní napájecí sítě. Zařízení se zapojují pouze do sítí, kde je pomocí jističů zajištěno samočinné odpojení v případě průniku napětí na ochranné spoje, v některých případech (nové nebo rekonstruované sítě) je navíc předepsáno použít chrániče. Při poruše může sice dojít k průrazu elektrického proudu (napětí) na živé dotykové části, zmíněná ochranná soustava však musí zajistit dostatečně rychlé odpojení, aby nemohlo dojít k úrazu. Typické příklady použití: stolní počítač, tepelné spotřebiče (žehlička, vařič, ...).
3. Zařízení třídy II – elektrické zařízení nemá prostředky pro připojení ochranného vodiče. Základní izolace je doplněna izolací přídavnou nebo je provedena izolace zesílená. Ochrana je zajištěna provedením elektrického předmětu a je nezávislá na přívodní síti. Při poruše nesmí dojít k průrazu elektrického proudu (napětí) na živé dotykové části (dvojitá izolace, zvýšená ochrana). Typický příklad použití je audio/video technika. Třída II sice klade vyšší nároky na konstrukci, ale u audio/video zařízení je preferována, neboť zde nevznikají zemní smyčky přes uzemňovací spoje, které mohou být příčinou brumu.
4. Zařízení třídy III – elektrické zařízení má základní izolaci a je určeno pro rozsah napětí kategorie I (malé napětí). Ochrana je zajištěna připojením na napětí SELV, PELV. Typickým příkladem užití jsou dětské hračky.

## Stupně ochrany
(ČSN 33 2000-4-41 ed.2 od 1.2.2009 do 7.7.2020)
Všeobecně jsou dovolena tato ochranná opatření:
- automatické odpojení od zdroje
- dvojitá nebo zesílená izolace
- elektrické oddělení pro napájení jednoho spotřebiče
- ochrana malým napětím (SELV, PELV)
Pro použití pouze v instalaci přístupné znalým nebo poučeným osobám nebo pracujícím pod dozorem znalých nebo poučených osob :
- nevodivé okolí, neuzemněné pospojování, elektrické oddělení pro napájení více než jednoho spotřebiče
Pro použití pouze v instalacích přístupných osobám znalým nebo poučeným, nebo osobám pracujícím pod dozorem nebo dohledem znalých nebo poučených osob:
- použití zábran a ochrana polohou
Různá ochranná opatření uplatněná ve stejné instalaci nebo její části nebo v zařízení se nesmí vzájemně ovlivňovat.
Opatření na ochranu při poruše mohou být vynechána u těchto zařízení:
- u kovových konzol pro upevnění izolátorů venkovního vedení, které jsou upevněny na budově a jsou chráněny polohou
- u ocelí vyztužených betonových sloupů pro venkovní vedení, pokud je výztuž nepřístupná
- u neživých částí, které pro své omezené rozměry (50*50mm) nemohou být uchopeny rukou

Rozdělení ochran před úrazem elektrickým proudem:
1. Základní ochrana 
- základní izolace
- přepážky nebo kryty

Instalace pro osoby znalé, poučené nebo pod dozorem nebo dohledem těchto osob:
- zábranou, polohou

2. Ochrana při poruše
- automatické odpojení od zdroje
- ochranné pospojování
- ochranné uzemnění

Instalace pro osoby znalé, poučené nebo pod dozorem těchto osob:
- nevodivé okolí, neuzemněné místní pospojování
- elektrické oddělení (pro napájení více než jednoho spotřebiče)
- funkční malé napětí FELV

3. Zvýšená ochrana
- dvojitá nebo zesílená izolace
- elektrické oddělení (pro napájení jednoho spotřebiče)
- malé napětí SELV, PELV

4. Doplňková ochrana
- proudový chránič
- doplňující ochranné pospojování

Základní izolace
- živé části musí být zcela pokryty izolací, kterou je možno odstranit pouze jejím zničením

Přepážky nebo kryty
- živé části musí být uvnitř krytů nebo za přepážkami s krytím IPXXB nebo IP2X, vodorovné horní plochy krytů musí mít krytí IPXXD nebo IP4X
- kryty musí být řádně upevněny a demontáž lze provést jen pomocí nástroje

Ochrana zábranou (Instalace pro osoby znalé, poučené nebo pod dozorem nebo dohledem těchto osob)
- zábrany musí zamezit nahodilému dotyku živých částí ne však úmyslnému
- zábrany mohou být odstraněny bez použití klíče nebo nástroje
- musí být zajištěny proti neúmyslnému odstranění

Ochrana polohou (Instalace pro osoby znalé, poučené nebo pod dozorem nebo dohledem těchto osob)
- brání nahodilému dotyku živých částí
- části současně přístupné dotyku s různým potenciálem nesmí být v dosahu rukou (tj. 2,5 m)
- pokud je ve vodorovném směru zábrana s krytím nižším než IPXXB nebo IP2X, počítá se dosah
- od této zábrany, ve směru nahoru od podlahy je dosah ruky 2,5 m

Vzdálenosti při ochraně polohou:
- vertikálně 2,5 m
- horizontálně 1,25 m
- pod úrovní podlahy 0,75 m
- pod zařízením vně budovy 2,7 m

Automatické odpojení od zdroje
- základní ochrana: základní izolace živých částí nebo přepážky nebo kryty
- ochrana při poruše: ochranné pospojování a automatické odpojení v případě poruchy (jistič, pojistka)
- tam, kde je určeno, použije se dále doplňková ochrana proudovým chráničem

Ochranné pospojování
- vzájemně spojený ochranný vodič s uzemňovacím přívodem a kovovými konstrukčními částmi (potrubí vody, topení, klimatizace, kovová výztuž betonu)

Ochranné uzemnění
- neživé části musí být spojené s ochranným vodičem do uzemňovací svorky
- neživé části současně přístupné dotyku musí být spojeny se stejnou uzemňovací soustavou

Nevodivé okolí (Instalace pro osoby znalé, poučené nebo pod dozorem těchto osob)
- má zabránit současnému dotyku částí, které mohou mít v důsledku porušení základní izolace živých částí různý potenciál
- všechna el. zařízení musí splňovat některou základní ochranu (izolace, kryty, přepážky)
- v prostoru s nevodivým okolím nesmí být žádný ochranný vodič

Požadavky jsou splněny pokud:
- vzdálenost neživé části a cizí vodivé části 2,5 m, lze zmenšit na 1,25m, pokud je mimo dosah ruky
- vložením účinných zábran mezi neživé části a cizí vodivé části
- izolování cizích vodivých částí (zkušební napětí 2000V, unikající proud max. 1mA)
- odpor izolační podlahy minimálně 50 kΩ v instalaci do 500V, 100 kΩ v instalaci nad 500V

Neuzemněné místní pospojování (Instalace pro osoby znalé, poučené nebo pod dozorem těchto osob)
- má zabránit výskytu nebezpečného dotykového napětí
- všechna el. zařízení musí splňovat základní ochranu (izolace, kryty, přepážky)
- vodiče pospojování musí spojovat neživé části a cizí vodivé části, které jsou současně přístupné dotyku
- nesmí být elektricky spojeno se zemí přímo nebo přes neživé nebo cizí vodivé části osoby nemohou být vystaveny nebezpečnému rozdílu potenciálů

Elektrické oddělení pro napájení více než jednoho spotřebiče (Instalace pro osoby znalé, poučené nebo pod dozorem těchto osob)
- všechna el. zařízení musí splňovat některou základní ochranu (izolace, kryty, přepážky)
- neživé části obvodu musí být spojeny izolovanými vodiči neuzemněného pospojování
- všechny zásuvky musí být opatřeny ochrannými kontakty (propojené, neuzemněné)
- v případě dvou poruch na vodičích různé polarity musí odpojit ochranný přístroj
- doporučuje se, aby platila podmínka: 100000 ≤ délka x napětí ,délka max. 500m, napětí max. 500V

Dvojitá nebo zesílená izolace
Zabraňuje výskytu nebezpečného napětí na přístupných částech el.zařízení v případě poruchy základní izolace
- základní ochrana je zajištěna základní izolací, ochrana při poruše přídavnou izolací nebo
- zesílenou izolací zajištěna jak základní ochrana, tak i ochrana při poruše
- spotřebiče chráněny tímto opatřením jsou spotřebiče třídy II, značka dvojitý čtverec

Elektrické zařízení připravené k provozu, jehož vodivé části jsou od živých částí odděleny pouze základní izolací, musí být uzavřené v izolačním krytu zajišťujícím stupeň ochrany alespoň IP XXB a nebo IP2X.
- izolačním krytem nesmějí procházet vodivé části
- nesmí obsahovat žádné šrouby, u kterých je předpoklad odstranění při údržbě a mohly by narušit izolaci krytu
- vodivé části uzavřené v izolačním krytu nesmí být spojeny s ochranným vodičem
- neživé a mezilehlé části nesmí být spojeny s ochranným vodičem

Elektrické oddělení (pro napájení jednoho spotřebiče)
- základní ochrana je zajištěna základní izolací nebo přepážkami a kryty
- ochrana při poruše je zajištěna jednoduchým oddělením od ostatních obvodů a od země

Elektrické oddělení se zpravidla používá tam, kde jsou vytvořeny speciální podmínky, které sice na jedné straně představují
zvýšené riziko, avšak na druhé straně je z provozních důvodů nezbytné pracovat s „normálním“ napětím (230 V).
Sem patří např.:
- proudové okruhy pro provoz elektrického nářadí (vrtačky, brusky, nýtovací kladiva apod.)
- práce v těsných prostorách nebo zónách s vodivými stěnami (stavba lodí nebo potrubí, nádrže, jámy, šachty
- provoz speciálních přístrojů v prostorách využívaných k lékařským účelům.

Podstata této ochrany spočívá v galvanickém oddělení proudového okruhu spotřebiče od veřejné elektrické napájecí sítě. Jako oddělovací prvek se používají oddělovací bezpečnostní transformátory, jejichž vstupní a výstupní vinutí (tj. primární a sekundární strana) však zásadně musí být odděleny – použití autotransformátorů je nepřípustné! Přenosné transformátory musí navíc splňovat požadavky na třídu ochrany II (ochranná izolace). Stacionární (nepřenosné) transformátory mohou splňovat požadavky na třídu ochrany II nebo musí být provedeny tak, aby izolace, která vyhovuje požadavkům na ochrannou izolaci, oddělovala sekundární stranu od primární a od kovového pláště transformátoru.
Podmínky:
- oddělení je omezeno na jeden spotřebič
- napájen ze zdroje alespoň s jednoduchým oddělením (oddělovací bezpečnostní transformátor), napětí do 500 V
- živé části odděleného obvodu nesmí být spojeny s jiným obvodem ani se zemí
- neživé části oddělených obvodů nesmí být spojeny s ochranným vodičem ani s neživými částmi ostatních obvodů ani se zemí
- doporučuje se, aby platila podmínka: 100000 ≤ délka x napětí, délka max. 500m, napětí max. 500V

KRYTY
Krytí je konstrukční opatření, které je součástí el.předmětu. Poskytuje ochranu před dotykem s živými a pohybujícími se částmi a dosahuje se jím ochrana před poškozením vniknutím cizích předmětů, prachu, vody, plynů apod.
Živé části musí být uvnitř krytů nebo za přepážkami zajišťujícími stupeň ochrany alespoň IPXXB nebo IP2X kromě případu, kdy se větší otvory objeví během výměny částí, jako tomu je u určitých objímek žárovek nebo pojistek.
Vodorovné horní povrchy krytů, které jsou snadno přístupné, musí zajišťovat krytí alespoň IPXXD nebo IP4X.
Stupně ochrany před dotykem nebezpečných částí a před vniknutím cizích pevných těles udávané první číslicí:
IP 0x – Nechráněno
IP 1x – Pevná cizí tělesa o průměru 50 mm a větší, hřbet ruky
IP 2x – Pevná cizí tělesa o průměru 12,5 mm a větší, prst
IP 3x – Pevná cizí tělesa o průměru 2,5 mm a větší, nástroj
IP 4x – Pevná cizí tělesa o průměru 1 mm a větší, drát
IP 5x – Zařízení je chráněno před prachem a před dotykem drátem
IP 6x – Zařízení je prachotěsné a je chráněno před dotykem drátem
Stupně ochrany proti vniknutí vody udávané druhou číslicí:
IP x0 – Nechráněno
IP x1 – Svisle kapající
IP x2 – Kapající ve sklonu 15o
IP x3 – Kropení, déšť
IP x4 – Stříkající
IP x5 – Tryskající
IP x6 – Intenzivně tryskající
IP x7 – Dočasné ponoření
IP x8 – Trvalé ponoření
IP x9 – Horká (80 °C a výše) a tryskající tlaková voda
Stupně ochrany před dotykem nebezpečných částí udávané přídavným písmenem:
A – Chráněno před dotykem hřbetem ruky – sonda dotyku je koule o průměru 50 mm.
B – Chráněno před dotykem prstem – článkový zkušební prst o průměru 12 mm a délky 80 mm.
C – Chráněno před dotykem nástrojem – sonda dotyku o průměru 2,5 mm a délky 100 mm.
D – Chráněno před dotykem drátem – sonda dotyku o průměru 1 mm a délky 100 mm.
Doplňková písmena:
H – Zařízení vysokého napětí.
M – Zkoušeny škodlivé účinky vniklé vody, jsou-li pohyblivé části zařízení v pohybu (např. rotor).
S – Zkoušeny škodlivé účinky vniklé vody, jsou-li pohyblivé části zařízení v klidu (např. taky rotor).
W – Vhodné pro použití za stanovených povětrnostních podmínek. Krytí je dosaženo dodatečnými vlastnostmi nebo metodami.
OCHRANA MALÝM NAPĚTÍM ELV, SELV, PELV
Ochrana ELV (extra low voltage, tedy velmi nízké napětí, což je naše malé napětí) se používá u zařízení třídy ochrany III, např. ve zvlášť nebezpečných prostorech, u hraček a ve zdravotnických zařízeních. Zajišťuje, aby napětí mezi dvěma současně přístupnými částmi nepřekročilo meze malého bezpečného napětí.
Zdrojem ELV mohou být:
1. Zdroje nezávislé na jiných obvodech:
  - elektrochemický zdroj (článková baterie), akumulátor, generátor
2. Zdroje závislé na obvodech s jiným napětím:
  - bezpečnostní ochranný transformátor, motorgenerátor s odděleným vinutím, izolovaný el.zdroj s výstupem malého napětí

Obvody SELV (safety – bezpečné) a PELV (protective – ochranné)
Základní ochrana je zajištěna malým napětím (horní mezní napěťové pásmo 50V AC / 120V DC)
Ochrana při poruše je zajištěna těmito opatřeními:
- základní izolace mezi živými částmi a ostatními obvody SELV a PELV
- ochranné oddělení od živých částí obvodů, které nejsou SELV nebo PELV, které je zajišťováno dvojitou popř. zesílenou izolaci nebo základní izolací a ochranným stíněním, které odpovídají nejvyššímu napětí obvodů
- u SELV musí být základní izolace mezi živými částmi a zemí
- u PELV jsou neživé části uzemněny

Možnosti ochranného oddělení obvodů SELV a PELV od jiných obvodů s min. základní izolací:
- SELV a PELV s vlastní základní izolací musí být uzavřeny v nekovovém plášti nebo izolačním krytu
- SELV a PELV musí být odděleny od obvodů s vyšším napětím, než je napěťové pásmo I uzemněným kovovým pláštěm nebo uzemněným kovovým stíněním
- vodiče obvodů s napětím vyšším, než je napětí pásma I, mohou být obsaženy ve vícežilovém kabelu nebo jiném seskupení vodičů, jestliže vodiče SELV a PELV jsou izolovány na nejvyšší použité napětí
- prostorové (fyzické) oddělení

Základní ochrana před přímým dotykem nemusí být provedena, pokud jmenovité napětí nepřesáhne 12V AC nebo 25V DC (pro suché prostředí 25V/60V) a u PELV je zároveň provedeno pospojování a spojení neživých částí s hlavní uzemňovací přípojnicí.
Podmínky:
- vidlice nesmí být možné zasunout do zásuvek sítí o jiném napětí
- zásuvky musí vylučovat použití vidlice jiného napětí
- vidlice a zásuvky SELV nesmí mít ochranný kontakt (u PELV jsou ochranné kontakty pospojovány a uzemněny.)

Funkční malé napětí FELV (functional – funkční)
O obvod FELV se jedná, pokud se používá napětí do 50V AC / 120V DC a není potřeba ochrany SELV nebo PELV.
Pracují s malým napětím nikoliv z bezpečnostních důvodů, ale z důvodů funkčních (napájení řídících obvodů).
Základní ochrana: základní izolace nebo kryty a přepážky
Ochrana při poruše: neživé části musí být spojeny s ochranným vodičem vstupního obvodu zdroje, přičemž vstupní obvod je chráněn automatickým odpojením od zdroje
Zdrojem sítě FELV může být buď transformátor alespoň s jednoduchým oddělením vinutí, nebo bezpečnostní ochranný transformátor.
Podmínky:
- vidlice nesmí být možné zasunout do zásuvek sítí o jiném napětí
- zásuvky musí vylučovat použití vidlice jiného napětí
- vidlice a zásuvky mít ochranný kontakt (pospojované a připojené na PE vstupního obvodu zdroje)